# Масляков, Виктор Николаевич
Ви́ктор Никола́евич Масляко́в (9 февраля 1960, Пийтсиёки, Лоймольское сельское поселение, Суоярвский район, Карельская АССР — 11 апреля 2020, Петрозаводск, Республика Карелия) — российский государственный деятель, Глава Петрозаводского городского округа (2002—2009), руководитель Федерального агентства лесного хозяйства (Рослесхоз) (2010—2013).

## Биография (до 2002 года)
Младший из трёх братьев. Отец работал техником-механиком в лесной отрасли, мать работала педагогом в дошкольных учреждениях.
После окончания школы в посёлке Боровой Калевальского района, в 1977 году, начал трудовую деятельность плотником в Юшкозерском леспромхозе.
Учился в Петрозаводском университете на сельскохозяйственном факультете, который окончил в 1983 году по специальности «агроном».
В 1983—1987 годах работал бригадиром в совхозе имени Зайцева в посёлке Шуя Карельской АССР.
В 1987—1998 годах работал заместителем директора совхоза имени Зайцева, председателем АО «Агрофирма имени Зайцева», совмещал работу в агрофирме с работой в должности директора Петрозаводского молокозавода (с 1996 года — ОАО «Славмо»).
Защитил диссертацию на тему «Проектное управление разработкой и реализацией концепции развития Республики Карелия» в Московской государственной Академии управления, учёная степень — кандидат экономических наук.
В 1998—2001 годах — первый заместитель Председателя правительства Республики Карелия. Избирался депутатом Палаты Представителей Законодательного Собрания Республики Карелия II созыва (1998—2002).
В 2001—2002 годах — генеральный директор «Кареллеспром».

## Мэр Петрозаводска
В 2002 году избран на пост главы местного самоуправления Петрозаводска.
В 2006 году был избран на второй срок, получив около 36 % голосов.
Критиковался за ликвидацию или банкротство муниципальных предприятий, сдачу городской собственности в аренду на невыгодных условиях, серьёзные проблемы в сфере общественного транспорта, плохое состояние дорог в городе.
В бытность В. Маслякова мэром в Петрозаводске открылся гипермаркет федеральной торговой сети «Лента», в город пришли крупные девелоперские компании. Высказывались предположения о недовольстве местных предпринимательских групп и их покровителей в республиканской власти усилением конкуренции в сфере торговли.
В январе 2009 года В. Масляков ушёл в добровольную отставку. Свой шаг он объяснил несогласием с решением карельского парламента о переносе выборов глав местного самоуправления с осени 2010 года на осень 2009 г. В. Масляков заявил, что такое решение фактически сократило срок его полномочий, как градоначальника, на один год.
«Я слагаю полномочия главы Петрозаводского городского округа в условиях стабильно работающего городского хозяйства, утверждённого бюджета на 2009 год и перспективного социально-экономического развития города», — отметил Масляков на пресс-конференции.

## После отставки с поста мэра
С апреля по сентябрь 2009 года — референт Первого заместителя Председателя Правительства Российской Федерации В. А. Зубкова.

## Глава Рослесхоза
В 2009—2013 годах — заместитель руководителя, руководитель Федерального агентства лесного хозяйства.
Был назначен на пост главы Рослесхоза после катастрофических лесных пожаров в России в 2010 году, одной из главных причин которых некоторые источники считают принятый в 2006 году Лесной кодекс. Заняв пост, Виктор Масляков заявил, что принципы Лесного кодекса меняться не будут. Вместе с тем, при Маслякове Лесной кодекс был доработан. В частности, были расширены полномочия лесной охраны, которая получила право носить оружие и оформлять административные материалы в отношении нарушителей; введено лицензирование лесопожарных служб. В административном и уголовном кодексе ужесточено наказание за нарушение правил пожарной безопасности в лесах.
Региональные подразделения лесной охраны были оснащены новой лесопожарной техникой (в 2011 г. на обновление парка федеральный бюджет выделил 5 млрд рублей, в 2012 — 3,5 млрд рублей дополнительно, было закуплено свыше 3 тыс. единиц техники). Было осуществлено строительство в субъектах РФ лесных селекционно-семеноводческих центров, которые обеспечили лесное хозяйство посадочным материалом с улучшенными наследственными свойствами. Современные ЛССЦ были основаны в Татарстане, Алтайском крае, Ленинградской области, заложены основы для строительства ЛССЦ в Архангельской и Воронежской областях, Вологодской области и Республике Коми.
В 2011 году был создан федеральный резерв сил и средств пожаротушения — мобильные группы парашютистов-десантников, которые оказывают помощь субъектам РФ в ликвидации лесных пожаров. В интервью «РГ» Масляков сообщил, что штат федерального резерва Авиалесоохраны составит 5900 человек.
Выступил с инициативой проведения Всероссийского дня посадки леса. Первый раз акция прошла в 2011 году. После этого акция стала проводиться ежегодно.
Уволен с поста по собственному желанию 13 апреля 2013 года.
Скончался 11 апреля 2020 года в Петрозаводске.

## Награды, звания
- 2000 год — Почётный работник лесной промышленности Российской Федерации, Заслуженный работник народного хозяйства Республики Карелия;
- 2001 год — Почётная грамота Республики Карелия;
- 2006 год — Орден Дружбы.
- 2010 год — Почётная грамота Правительства Российской Федерации
- 2020 год — Медаль «За заслуги перед Республикой Карелия» — за высокие достижения и заслуги перед Республикой Карелия и её жителями в экономической, производственной, социально-культурной, государственной и общественной деятельности, в области культуры, образования, воспитания и просвещения, межрегионального сотрудничества